# Социальный эксперимент
Социа́льный экспериме́нт — метод изучения социальных явлений и процессов, осуществляемый путём наблюдения за изменением социального объекта под воздействием факторов, которые контролируют и направляют его развитие.
Социальный эксперимент предполагает:
- внесение изменений в сложившиеся отношения;
- контроль за влиянием изменений на деятельность и поведение личности и социальных групп;
- анализ и оценка результатов этого влияния.

К социальным экспериментам также относят попытки создания коллективов (идейных общин), живущих по принципам, отличающимся от общепринятых в окружающем их социуме (как правило, на идеологической или религиозной основе).

## История
В 1895 году американский психолог Норман Триплетт провел один из самых ранних известных социальных экспериментов, в ходе которого он обнаружил, что велосипедистам удавалось быстрее ездить на велосипеде, участвуя в гонках против другого человека, а не в гонках на время. Он повторил эксперимент в лаборатории, используя детей и рыболовные катушки, и получил аналогичные результаты. Полевые социальные эксперименты оказались эффективными, поскольку они отражают реальную жизнь благодаря своей естественной обстановке.
Социальные эксперименты, о которых обычно говорят сегодня, были проведены десятилетия спустя, когда эксперимент проводился в контролируемой среде, такой как лаборатория. Примером этого является эксперимент Стэнли Милгрэма по послушанию в 1963 году.

## Известные социальные эксперименты
- Стэнфордский тюремный эксперимент
- Эксперимент Музафера Шерифа.
- Эксперимент Аша
- Эксперимент Милгрэма
- Третья волна (эксперимент)